# Mordechaj Tenenbaum
Mordechaj Tenenbaum (jid. ‏מרדכי טענענבוים‎; ur. w 1916 w Warszawie, zm. 20 sierpnia 1943 w Białymstoku) – uczestnik żydowskiego ruchu oporu w Wilnie i getcie warszawskim oraz przywódca powstania w getcie białostockim. Inicjator powstania Podziemnego Archiwum Getta Białostockiego.

## Życiorys
Urodził się w Warszawie w 1916. Studiował semistykę na Uniwersytecie Warszawskim. Od 1935 był członkiem Socjalistycznego Związku Młodzieży Żydowskiej Frajhajt (Wolność) – młodzieżowej organizacji, której patronował Poalej Syjon – Prawica. Od 1938 należał do Centralnego Komitetu Hechaluc (Pionier), organizacji syjonistycznej dla młodzieży żydowskiej powyżej 18 lat przygotowującej młodych do pracy w Palestynie. W czasie II wojny światowej członkowie tej organizacji byli najaktywniejszymi członkami podziemia żydowskiego, współorganizowali między innymi Blok Antyfaszystowski. 
Zaraz po wybuchu II wojny światowej we wrześniu 1939 Tenenbaum udał się do Kowla a następnie do Wilna, z nadzieją dostania się do Palestyny, jednak plan ten się nie powiódł. Zaangażował się w tworzenie podziemnej siatki, wspomagającej Żydów na terenach okupowanych. Po zajęciu Wilna przez Niemców w 1941, wzmógł jeszcze bardziej swoją konspiracyjną działalność. Organizował schronienie aktywistom żydowskim, w spokojnym w tym czasie jeszcze Białymstoku. Po kraju poruszał się podając się za Tatara dzięki podrobionym dokumentom na nazwisko Yussuf Tamaroff.
W 1942 powrócił do Warszawy. Do stolicy przywiózł informacje o eksterminacji Żydów na kresach wschodnich. Po masowych deportacjach z getta warszawskiego latem 1942, Żydowska Organizacja Bojowa podjęła 12 września decyzję o organizacji zbrojnego oporu w innych dużych gettach na terenie kraju. Mordechaj Tenenbaum został skierowany do getta w Białymstoku, w celu przygotowania powstania, w razie próby likwidacji getta. Inicjatywa spotkała się początkowo z niechęcią Efraima Barasza (przewodniczącego białostockiego Judenratu) oraz pozostałej społeczności żydowskiej, wobec przekonania, że getto białostockie pozostanie nietknięte w związku ze swoją wysoką produktywnością przemysłową. Mimo trudności podziemna siatka została utworzona i rozpoczęto gromadzenie broni, pozyskiwanej od jednostek partyzanckich z okolic Białegostoku i przemycanej do getta oraz kradzionej żołnierzom niemieckim. W nocy z 15 na 16 sierpnia 1943 Niemcy przystąpili do ostatecznej likwidacji getta. Działania te spotkały się z oporem kilkuset słabo uzbrojonych młodych ludzi dowodzonych przez Mordechaja Tenenbauma i Daniela Moszkowicza. Powstanie mimo ciężkich walk i wielu ofiar skończyło się niepowodzeniem.
Przez długi okres dalsze losy Tenenbauma nie były znane. W wyniku dochodzenia historyk Szymon Datner ustalił, że Mordechaj Tenenbaum wraz ze swoim zastępcą Danielem Moszkowiczem popełnili samobójstwo wobec konieczności oddania bronionej placówki w ręce Niemców.
18 kwietnia 1945 Mordechaj Tenenbaum został odznaczony Orderem Krzyża Grunwaldu III klasy. 
11 lipca 2008 radni Rady Miejskiej Białegostoku uhonorowali Mordechaja Tanenbauma nazywając jego imieniem plac mieszczący się na terenie dawnego getta.
19 lutego 2019 r. znalazł się wśród 10 najwybitniejszych białostoczan 100-lecia Białegostoku, wybranych przez kapitułę powołaną przez Prezydenta miasta z okazji 100-lecia odzyskania niepodległości.